# Harald Schiller
Harald Torsten Viking Schiller, född 24 oktober 1898 i Falköping, död 2 september 1982 i Linköping, var en svensk författare, journalist och litteraturhistoriker.
Harald Schiller var son till Karl Schiller. Efter studentexamen i Lund 1918 blev han filosofie kandidat vid Göteborgs högskola 1921, filosofie licentiat vid Lunds universitet och filosofie doktor vid Stockholms högskola 1939. Han var litteraturkritiker i Göteborgs Handels- och Sjöfarts-Tidning 1923 samt i Stockholms-Tidningen 1929–1931 och var från 1931 verksam i Sydsvenska Dagbladet Snällposten, och förestod från 1938 dess kulturavdelning. Schiller bedrev ett flitigt författarskap, främst omfattande litteratur- och personhistoriska arbeten. I sin doktorsavhandling, Jonas Carl Linnerhielm (1939) behandlade han en intressant svensk 1700-talspersonlighet med tonvikt på hans biografi och författarskap. Han utgav också 1932 Linnerhielms Brev under resor i Sverige. Andra svenska reseskildringar har han publicerat i I kalesch genom Sverige. Reseminnen för 100 år sedan (1931). Schiller utgav även personteckningarna En originell herre. Pehr Tham till Dagsnäs, den siste rudbeckianen (1930), A. T. Gellerstedt. Diktare och konstnär (1932) och John Bauer. Sagotecknaren (1935). Bland hans många essäsamlingar märks Diktare och idealister (1928), Från Sundsholm till Casa Collina (1932) och Svenska konstnärer (1936). Han skildrade även samtidens teaterliv i Thalia i Malmö (1948). Som skönlitterär författare framträdde Schiller med ett par romaner samt diktsamlingarna Dikter om kärleken och döden (1936) och Jag minns några stilla städer (1943).